# Fátima (Tocantins)
Pour les articles homonymes, voir Fatima.
Fátima est une municipalité brésilienne située dans l'État du Tocantins.